# Букатчук Созонт Васильович
Созо́нт Васи́льович Букатчу́к (3 травня 1896 , Кобаки, Станиславівський повіт, Королівство Галичини та Володимирії, Австро-Угорщина  — 13 березня 1948 , Косів, Станіславська область ), український радянський політичний діяч. Учасник комуністичного руху в Західній Україні. Депутат Верховної Ради УРСР 1-го скликання (1940–1947).

## Біографія
Народився 3 травня 1903 року в багатодітній родині селянина-середняка в селі Кобаки, тепер Косівський район Івано-Франківська область, Україна. Здобув середню освіту.
Брав участь у Першій світовій війні як солдат австро-угорської армії. Після повернення 1919 року до рідного села брав активну участь у політичній діяльності, у 1921–1922 роках його двічі заарештовували.
У 1923 році вступив до Комуністичної партії Західної України (КПЗУ), очолював комуністичні організації Покуття. У 1925–1926 роках за політичну діяльність його двічі заарештовували, загалом провів у в'язниці півтора року.
У 1928 році обраний делегатом ІІІ з'їзду КПЗУ в Харкові, де став членом ЦК КПЗУ. Того ж року був засуджений до 2,5 років ув'язнення.
1930 року брав участь у Європейському конгресі трудового селянства у Берліні. Потім працював інструктором ЦК КПЗУ по Львівщині і Волині.
У 1932 року заарештований за комуністичну діяльність та у 1934 році засуджений польським судом до 15 років ув'язнення. Звільнений у вересні 1939 року з приходом радянської влади на Західну Україну, був обраний депутатом Народних зборів Західної України.
З 1939 року — заступник голови виконавчого комітету Косівської районної ради депутатів трудящих Станіславської області.
У червні 1940 року в с. Кобаках 60 бідняцьких родин під проводом Созонта Букатчука організували перший в області колгосп ім. Марка Черемшини. У семирічці навчалося 250 учнів шкільного віку і 150 дорослих у вечірній школі. С. Букатчук привіз у бібліотеку понад 500 книг.
Навесні 1940 року обраний депутатом Верховної Ради УРСР 1-го скликання по Косівському виборчому округу № 369 Станіславської області. Після початку війни був евакуйований до Саратовської області, працював конюхом у колгоспі.
Учасник німецько-радянської війни. У 1941–1942 роках у Червоній армії в Новоросійську, 57-й запасний стрілецький полк, з 1942 року — демобілізований, працював на будівництві залізниці біля міста Астрахані.
З 1943 року — у розпорядженні Харківської обласної промислової ради. У квітні 1944 року повернувся до Косова на довоєнну посаду.
У 1944–1948 роках — на керівній радянській роботі в західних областях УРСР.
13 березня 1948 року помер у Косові.